# A Beautiful Friendship
Albums de Gerry Wiggins
Wig Is Here
(1974) Live at Maybeck Recital Hall
(1990)
A Beautiful Friendship est un album de jazz enregistré en 1977 à Paris en France par le pianiste américain Gerry Wiggins.

## Historique
Les 16 et 19 février 1977, le pianiste Gerry Wiggins, le contrebassiste Major Holley et le batteur Oliver Jackson se réunissent au Studio Sysmo à Paris pour enregistrer huit morceaux, dont la prise de son est assurée par Dominique Samarcq : (This Is The End Of...) A Beautiful Friendship,  The Lady Is A Tramp, Stolen Sweets, What Is There To Say, This Can't Be Love, Sysmo Blues, Watch What Happens et On a Clear Day.
Les quatre premiers morceaux ci-dessus sortent en 1977 sur le disque vinyle LP A Beautiful Friendship publié par le label Black and Blue sous la référence B&B 33.169, avec cinq autres morceaux intitulés Day Of Wine And Roses, Blue Moon, One Hundred Years From Today, Someone To Watch Over Me et Sonar,.
Le label Black and Blue est un label fondé en 1968 par Jean-Marie Monestier et Jean-Pierre Tahmazian pour enregistrer « quelques uns des derniers représentants du jazz classique » qu'ils faisaient venir en France, « les sortant de l'anonymat dans lequel l'oubli les avait plongés. Enthousiasmés par l'accueil du public en concert, les musiciens gravent alors pour Black and Blue des plages qui comptent parmi leurs plus belles »,,.
En 2002, les huit morceaux de la session d'enregistrement des 16 et 19 février 1977, sont publiés (dont certains pour la première fois) avec les morceaux du LP Wig Is Here de 1974 sur le CD Wig Is Here paru sous la référence BB 952.2 dans la série The Definitive Black & Blue Sessions proposée par Jean-Michel Proust et Jean-Marc Fritz pour redécouvrir les trésors du label Black and Blue.

## Liste des morceaux
Le LP A Beautiful Friendship de 1977 comprend les neuf morceaux suivants :
| No | Titre                                          | Auteur                 | Durée |
| -- | ---------------------------------------------- | ---------------------- | ----- |
| 1. | (This Is The End Of...) A Beautiful Friendship | D. Kahn - J. Styne     | 6:43  |
| 2. | The Lady Is a Tramp                            | R. Rodgers - L.Hart    | 2:51  |
| 3. | Stolen Sweets                                  | Wild Bill Davis        | 6:47  |
| 4. | What Is There To Say                           | E.Y. Harburg - V. Duke | 4:09  |
| 5. | Day Of Wine And Roses                          |                        |       |
| 6. | Blue Moon                                      |                        |       |
| 7. | One Hundred Years From Today                   |                        |       |
| 8. | Someone To Watch Over Me                       |                        |       |
| 9. | Sonar                                          |                        |       |

## Musiciens
- Gerry Wiggins : piano
- Major Holley : contrebasse
- Oliver Jackson : batterie